# エトロン・フー・ルルーブラン
エトロン・フー・ルルーブラン（Etron Fou Leloublan、フランス語で意味は「狂った糞、白い狼」）は、EFLとしても知られ、1973年に俳優にしてサックス奏者のクリス・シャネによって結成されたフランスのアヴァンギャルド・ロック・バンド。1976年から1985年の間に5枚のスタジオ・アルバムを録音し、1979年のアメリカ・ツアー中に録音されたライブ・アルバム『合衆国に殴り込み！（ライヴ・イン・N.Y.）』をリリースした。エトロン・フー・ルルーブランは、 1978年3月にロンドンで開催された最初の「RIOフェスティバル」に出演したロック・イン・オポジション（RIO）のバンドでもある。
エトロン・フー・ルルーブランの音楽は、パンク・ロック、ジャズ、フランスのミュージック・ホール、コメディ的な風刺、「前衛的な騒乱」をブレンドしたものとして説明されている。

## 略歴
エトロン・フー・ルルーブランはもともとエトロン・フーと呼ばれ、ボーカリスト兼サックス奏者のユーラリー・ルイナ（本名クリス・シャネ）、フェルディナン・リシャール（ベース）、ギグー・シュヌヴィエ（ドラム、パーカッション）で構成されていた。彼らの最初のコンサートは、1973年12月27日にフランスのプログレッシブ・ロック・バンド、マグマのためのオープニング・アクトであった。エトロン・フーは「フレンチ・ロックンロールとフレンチ・フリー・ジャズの両方を兼ね備えた音楽作品」を生み出し続けたが、それは当時停滞していたシーンでもあった。1976年11月に彼らはエトロン・フー・ルルーブランに名前を変更し、最初のアルバム『大道芸人稼業』（1977年）を録音した。アルバムがリリースされる前に、シャネはバンドを脱退した。
1977年の終わりごろ、フランシス・グランがサクソフォンでシャネに代わって加入し、3人組でセカンド・アルバム『三狂人珍道中』を録音した。1978年3月、イギリスのアヴァンギャルド・ロック・グループであるヘンリー・カウの招待で、ロック・イン・オポジション（RIO）に参加し、ロンドンで行われた最初の「RIOフェスティバル」で他の4グループと共演した。また、1979年4月にミラノで開催され、RIOのイタリア代表であるストーミー・シックスが主催したRIOによる2回目の「RIOフェスティバル」にも参加している。1979年11月、エトロン・フー・ルルーブランはアメリカをツアーし、ニューヨーク市のスクワット・クラブとコネチカット州ハートフォードのトリニティ・カレッジでの公演が録音され、ライブ・アルバム『合衆国に殴り込み！（ライヴ・イン・N.Y.）』としてリリースされた。
エトロン・フー・ルルーブランは、ベルナール・マチューがサックスのグランに代わって加入し、マルチ楽器奏者で歌手のジョー・ティリオンも加わって、1980年にカルテットとなった。1980年の半ばに、バンドはフランスとスイスで元ヘンリー・カウのギタリストであるフレッド・フリスとレコーディングを行い、1981年のフリスのソロLP『スピーチレス』の片面に登場した。フリスはエトロン・フー・ルルーブランの次のアルバム『肺ふくらませて』（1982年）をプロデュースし、ヴァイオリンとギターを演奏して2曲にゲスト参加した。5枚目のアルバム『大地に刻んだ溝』（1984年）では、サックス奏者が再び交代し、マチューからブルーノ・メイエへと代わった。
エトロン・フー・ルルーブランは、1985年8月にリシャール、ティリオン、シュヌヴィエのトリオで最後のアルバム『Face Aux Éléments Déchaînés』をレコーディングした。フリスはアルバムをプロデュースし、4曲でゲストを務めている。バンドは1986年に解散することとなった。

## メンバー
- フェルディナン・リシャール (Ferdinand Richard) - ベース、ボーカル (1973年–1986年)
- ギグー・シュヌヴィエ (Guigou Chenevier) - ドラム、パーカッション (1973年–1986年)
- クリス・シャネ (Chris Chanet、別名：Eulalie Ruynat) - サックス、ボーカル (1973年–1976年)
- フランシス・グラン (Francis Grand) - サックス (1976年–1978年)
- ジェラール・ボール・デュ・ショーモン (Gérard Bole Du Chaumont) - サックス (1978年)
- ベルナール・マチュー (Bernard Mathieu) - サックス (1979年–1982年)
- ジョー・ティリオン (Jo Thirion) - オルガン、ピアノ、トランペット (1980年–1986年)
- ブルーノ・メイエ (Bruno Meillier) - サックス (1982年–1983年)

## ディスコグラフィ

### アルバム
- 『大道芸人稼業』 - Batelages (1977年、Gratte-Ciel)
- 『三狂人珍道中』 - Les Trois Fous Perdégagnent (Au Pays Des...) (1978年、Tapioca)
- 『合衆国に殴り込み！（ライヴ・イン・N.Y.）』 - En Public aux Etats-Unis d'Amérique (1979年、Celluloid Records) ※ライブ・アルバム
- 『肺ふくらませて』 - Les Poumons Gonflés (1982年、Turbo)
- 『大地に刻んだ溝』 - Les Sillons de la Terre (1984年、Le Chant du Monde)
- Face Aux Éléments Déchaînés (1985年、RecRec Music)
- 『プラハ』 - À Prague (2010年、Gazul) ※ライブ・アルバム
- 『ライヴ・アット・ザ・ロック・イン・オポジション・フェスティヴァル1978』 - Live at the Rock in Opposition Festival 1978 (2015年、Replica Records) ※ライブ・アルバム

### コンピレーション・アルバム
- 43 Songs (1991年、Baillemont) ※全スタジオ・アルバム収録の3枚組CD

### 参加アルバム
- Various Artists: 『ミニチュアーズ』 - Miniatures - a sequence of fifty-one tiny masterpieces (1980年、Pipe) ※モーガン・フィッシャーが編集したオムニバスCD。1曲で参加
- フレッド・フリス: 『スピーチレス』 - Speechless (1981年、Ralph Records) ※LPのサイド1に全面参加

## 参考
- 『アバウト・ロック・イン・オポジション』 - Romantic Warriors II: A Progressive Music Saga About Rock in Opposition (2012年)
- 『続・アバウト・ロック・イン・オポジション』 - Got RIO? Romantic Warriors II: A Progressive Music Saga About Rock in Opposition (2013年)

## 参照
- Jones, Andrew (1995). “Ferdinand Richard”. In Jones, Andrew. Plunderphonics, 'pataphysics & pop mechanics: an introduction to musique actuelle. SAF Publishing Ltd. pp. 41–49. ISBN 0-946719-15-2

1. ↑  「エトロン・フー・ルルブラン」の表記もある。
2. 1 2  “Etron Fou Leloublan, Batelages”. Cult Cargo. 2007年9月2日時点のオリジナルよりアーカイブ。2007年10月22日閲覧。
3. ↑  Trafton, Fred. “Etron Fou Leloublan”. New Gibraltar Encyclopedia of Progressive Rock. 2007年10月22日閲覧。
4. ↑  Ankeny, Jason. “Etron Fou Leloublan”. Allmusic. 2007年10月22日閲覧。
5. 1 2  “Etron Fou Leloublan, Batelage”. ProgressoR. 2007年10月23日閲覧。
6. 1 2  Jones 1995, p.44
7. ↑  “Rock In Opposition”. Stormy Six homepage. 2007年10月23日閲覧。